# إم إس في أرينا
أم أس في أرينا (بالألمانية: MSV-Arena) يُعرف حاليًا لأغراض الرعاية باسم شاوينزلاند-ريزن أرينا (بالألمانية: Schauinsland-Reisen-Arena)، هو ملعب كرة قدم في دويسبورغ، شمال الراين-وستفاليا، ألمانيا، بُني في عام 2004. يُعد الملعب هو الملعب الرئيسي لنادي دويسبورغ ويتسع لـ31.500 شخص. بُني في موقع ويداستاديون القديم. كان الملعب هو المكان الذي أقيمت فيه دورة الألعاب العالمية 2005.

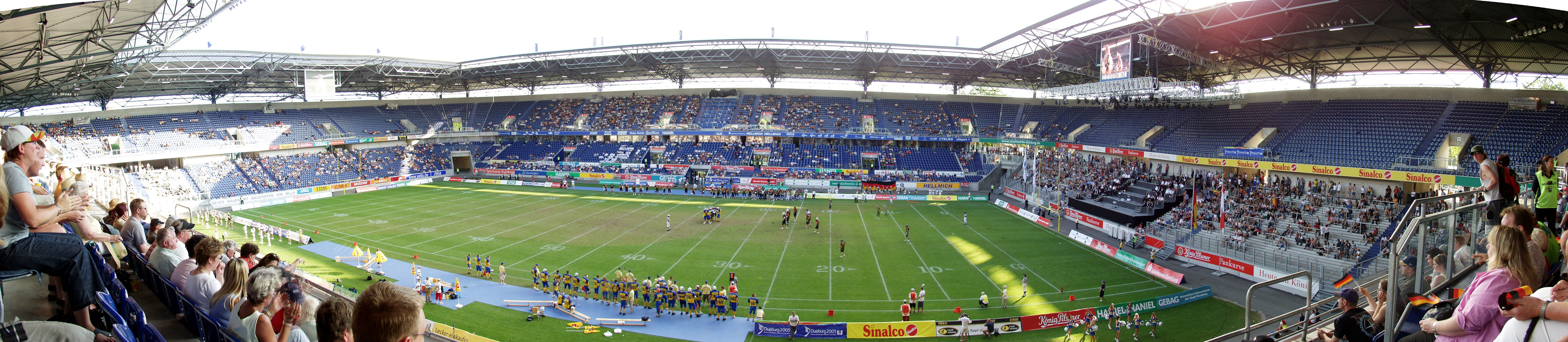
بانوراما الملعب خلال المباراة النهائية لمسابقة كرة القدم الأمريكية بدورة الألعاب العالمية 2005.